# Stará Ves (Přerovi járás)
Stará Ves település Csehországban, a Přerovi járásban. Stará Ves Říkovice, Němčice, Kostelec u Holešova, Žalkovice, Břest, Přestavlky és Dobrčice településekkel határos. Lakosainak száma 610 fő (2024. január 1.).

## Népesség
A település lakosságának változását az alábbi diagram mutatja:
| Lakosok száma | 712  | 772  | 892  | 785  | 658  | 577  | 618  | 632  | 612  | 610  |
|               | 1869 | 1890 | 1921 | 1950 | 1980 | 2001 | 2017 | 2019 | 2022 | 2024 |